# Otakar Krámský

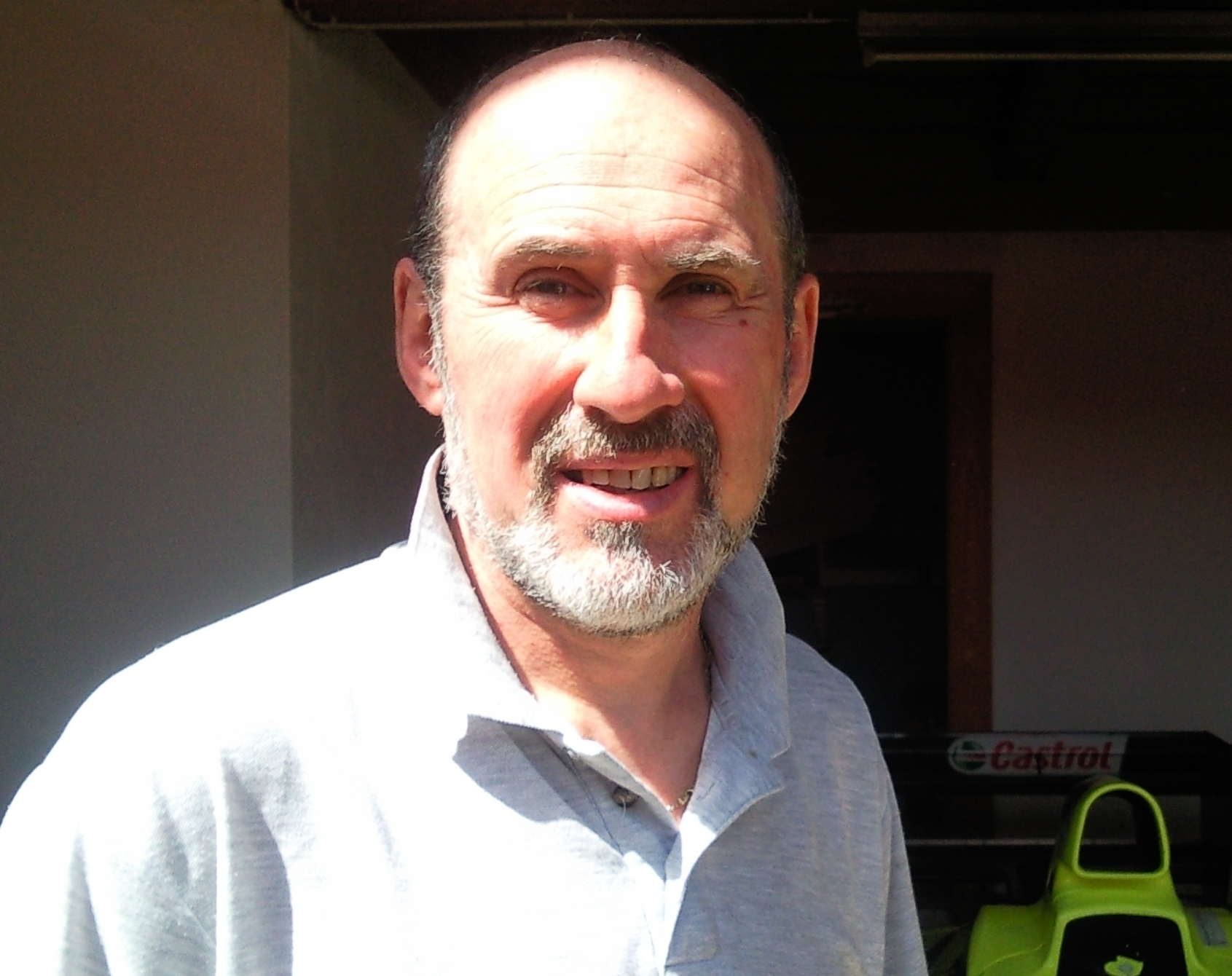
Otakar Krámský 2013

Otakar Krámský (* 1. Juli 1959 in Jilemnice; † 25. April 2015 bei Tulwitz) war ein tschechischer Bergrennfahrer.

## Karriere
Zu Beginn seiner Karriere fuhr Krámský einen Škoda 130L, mit dem er 1987 erstmals an einem Rennen zur Europa-Bergmeisterschaft teilnahm. Ab 1989 fuhr Krámský einen Škoda Favorit 136L. Während der Saison 1990 wechselte er auf einen Ford Sierra RS Cosworth der Gruppe N. 1992 wechselte er in die Gruppe A. Dort fuhr er einen BMW M3 E30, mit dem er 1995 erstmals die Europameisterschaft in der Kategorie I gewann. Nach dem Wechsel auf den BMW M3 E36 konnte Krámský diesen Erfolg 1997 und 1998 wiederholen. 1999 stieg Krámský auf einen deutlich schnelleren Osella-BMW PA 20 S, einen Sportprototyp der Gruppe CN, um. Im Jahr 2002 wurde er mit diesem Fahrzeug Vize-Europameister in der Kategorie II für Rennwagen.
Nachdem die CN-Sportprototypen nach der Zulassung von Formel-3000-Rennwagen in der Europameisterschaft chancenlos geworden waren, wechselte Krámský im Jahr 2006 auf einen Reynard 99L Formel-Nippon-Rennwagen. Seine Hauptkonkurrenten in der Europabergmeisterschaft waren der nur gelegentlich in der Meisterschaft startende Franzose Lionel Régal sowie die Italiener Fausto Bormolini, Renzo Napione und der im neuen Osella FA 30 fahrende Simone Faggioli.
Das besondere Kennzeichen von Krámskýs Rennwagen war eine gelbe, zumeist neongelbe Lackierung. Krámský fuhr ebenso wie sein Teamkollege Nico Pulic, der aus Kroatien stammt, für das tschechische Nationalteam.
Im Trainingslauf zum 43. Rechbergrennen bei Tulwitz verunglückte Krámský tödlich, als sein Fahrzeug bei der Einmündung „Walcherweg“ von der Strecke abkam und mit hoher Geschwindigkeit in den Wald schoss.

## Fahrzeug
- Modell, Chassis: Reynard 99L
- Jahrgang: 1998
- Gruppe: E2-SS
- Motor: Cosworth
- Hubraum: 3000 cm³
- Leistung: 480 PS
- Beschleunigung 0–100 = 2,1 s/0–200 = 6,4 s

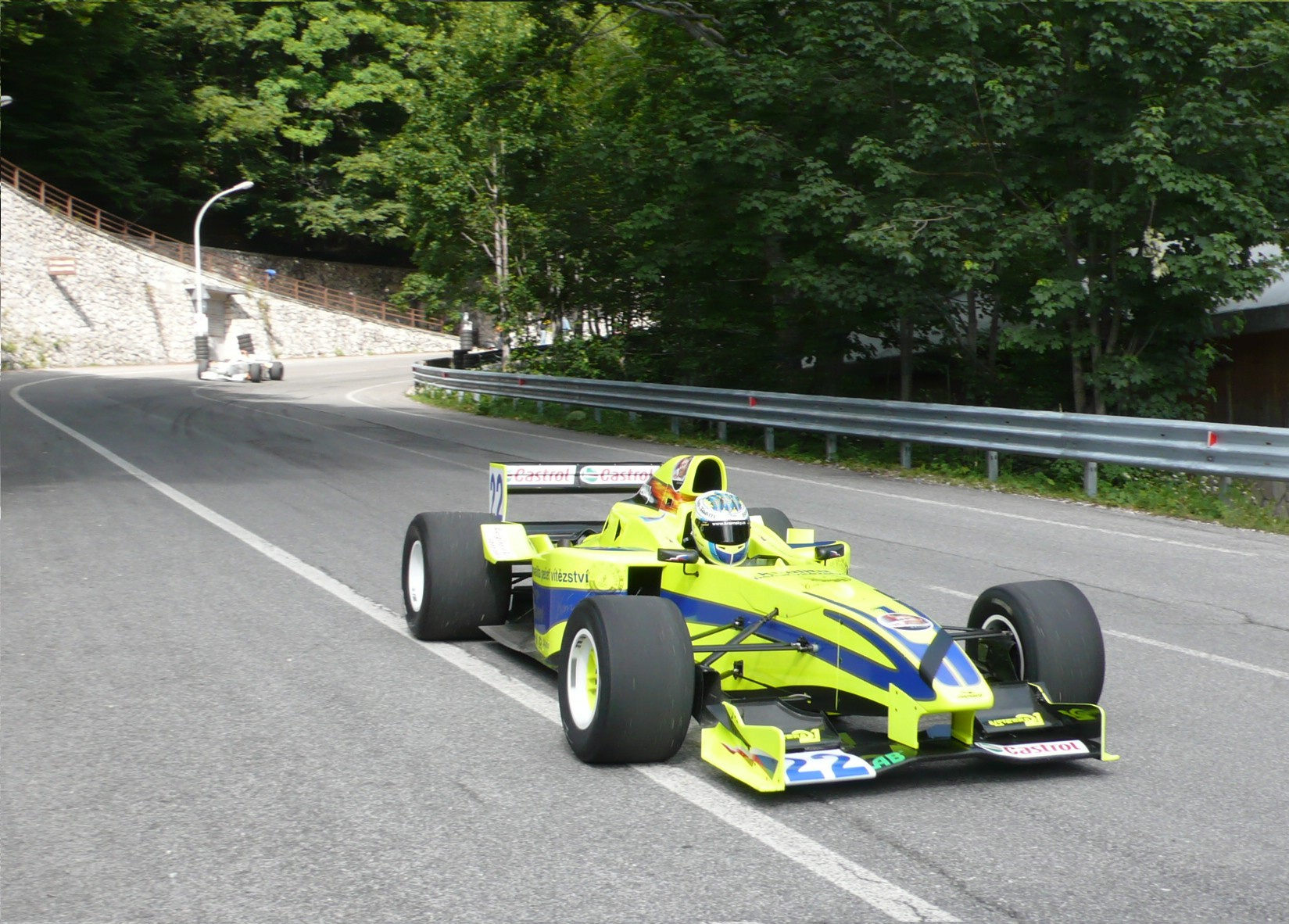
Otakar Kramsky in Rieti b.k.

- Höchstgeschwindigkeit: 360 km/h

## Erfolge
- 1995: Europameister der Kategorie I auf BMW M3 E30
- 1996: Vize-Europameister der Kategorie I auf BMW M3 E36
- 1996: Sieger der FIA-Trophäe
- 1997, 1998: Europameister der Kategorie I auf BMW M3 E36
- 2002: Vize-Europameister der Kategorie II auf Osella-BMW PA20S
- 2001–2005: Tschechischer Landesmeister